# كامان كيه - ماكس
كامان كيه-ماكس (بالإنجليزية: Kaman K-MAX)‏ هي مروحية أنتجت في 1991 بالولايات المتحدة. من صناعة كامان للطائرات. كان أول طيران لها في 23 ديسمبر 1991. ومازالت في الخدمة حتى الآن. صنع منها 38 طائرة.